# Josepha Knüsel
Josepha Knüsel OCist (* 25. März 1903 in Ibikon, Gemeinde Risch, Kanton Zug, als Maria Josepha Knüsel; † 28. Juli 1967 in Zug) war eine schweizerische Zisterzienserin und von 1943 bis 1967 Äbtissin des Klosters Frauenthal.

## Leben
Knüsel wurde am 25. März 1903 im Weiler Ibikon in eine Landwirtsfamilie geboren. Sowohl ihre Eltern Jakob Knüsel und Maria Elmiger als auch ihr weiteres familiäres Umfeld waren eng mit dem Kloster Frauenthal verbunden. Drei ihrer Verwandten waren bereits Ordensschwestern im Kloster, zwei ihrer Onkel, Pater Cornelius Knüsel OCist (Abtei Wettingen-Mehrerau) und Bruder Raphael Knüsel OSB (Abtei Muri-Gries), lebten als Mönche in anderen Klöstern. 1923 trat Knüsel mit dem Ordensnamen Josepha in das Noviziat von Frauenthal ein. Zur damaligen Zeit wirkte ihr Onkel Eduard Knüsel als Verwalter der klösterlichen Besitzungen.
Am 17. August 1943 wurde Knüsel vom Konvent zur Äbtissin des Klosters Frauenthal gewählt. Ihre Wahl wurde durch den Vaterabt Kassian Haid von Wettingen-Mehrerau bestätigt und am 14. September 1943 durch die Äbtissinnenbenediktion liturgisch abgeschlossen. Die erste Amtszeit Knüsels fiel in die Wirren des Zweiten Weltkriegs. Gemeinsam mit anderen Frauenklöstern bot sie den Zisterziensern der österreichischen Abtei Wettingen-Mehrerau Zuflucht, die vom nationalsozialistischen Regime verfolgt und vertrieben wurden.
Nach dem Ende des Krieges setzte Äbtissin Knüsel bedeutende Reformprojekte um. 1953 belebte sie mit der Gründung der Bäuerinnenschule eine alte Klostertradition, die jedoch 1970 wieder geschlossen wurde. Ein weiteres grosses Projekt war die Gründung einer Niederlassung in den USA. 1957 wurde der St. Ida’s Convent in der Nähe von Prairie du Sac, Wisconsin, errichtet. Eine der sechs Gründungsschwestern war ihre Verwandte Ida Knüsel, die als Subpriorin in St. Ida’s tätig wurde.
Knüsel verstarb am 28. Juli 1967 im Alter von 64 Jahren im Bürgerspital Zug.